# 덴홈 엘리엇
덴홈 엘리엇(영어: Denholm Elliott, CBE, 1922년 5월 31일 ~ 1992년 10월 6일)은 영국의 배우이다.

## 출연 작품
- 인디아나 존스 1/3

## 서훈
- 1988년 대영 제국 훈장 3등급(CBE)[1]